# 兰青镇
兰青镇，是中华人民共和国河南省驻马店市正阳县下辖的一个乡镇级行政单位。原为兰青乡，2023年撤乡设镇。行政区划代码改为411724110。 

## 行政区划
兰青镇下辖以下地区：
兰青村、江店村、郭楼村、刘胡村、大余村、杨楼村、后王庄村、吴庄村、智庄村、胡塘村、前张村、丁毛楼村、胡冲村、李洼村、潘庄村和周孟村。